# Stripsearch
Stripsearch è un singolo del gruppo musicale statunitense Faith No More, il terzo estratto dall'album Album of the Year nel 1997.

## Tracce
1. Stripsearch – 4:28
2. Collision (Live) – 3:35
3. The Gentle Art of Making Enemies (Live) – 3:30
4. Ashes to Ashes (Live) – 3:30